# Koninklijke Rotterdamsche Lloyd Museum
Het Koninklijke Rotterdamsche Lloyd Museum (ook: “Koninklijke Rotterdamsche Lloyd” Erfgoed Centrum) is een Nederlands maritiem kenniscentrum dat de materiële en immateriële getuigenissen van de Rotterdamsche en later Koninklijke Rotterdamsche Lloyd inventariseert, verzamelt, catalogiseert en beschikbaar stelt voor onderzoek en exposities. Het erfgoedcentrum is anno 2019 gevestigd in Benthuizen (postadres). Van 2006 tot 2018 was het museum fysiek gevestigd in Oudehorne (Friesland) in een klein aan-huis-museum, bewoond door de oprichter. 

## Geschiedenis
Het museum is in 2005 opgericht door Ed van Lierde, oud-stuurman van de Koninklijke Rotterdamsche Lloyd, om het roemrijke verleden van de Rotterdamse scheepvaartmaatschappij niet in de vergetelheid te laten geraken. De scheepvaartmaatschappij bracht tot eind vijftiger jaren passagiers van en naar Indonesië, Nieuw-Zeeland en Australië met grote passagiersschepen, zoals het bekende MS Willem Ruys. Vertrekpunt van deze vaarten was een tijdlang aan de Lloydkade en de Wilhelminakade. 
Het museum kreeg na een oproep in de Nedlloyd Pensioenkrant en op de website van de Vereniging KRL/Ruys & Co. voor gepensioneerden veel materiaal en stukken van oud-personeel en zelfs van oud-passagiers van de passagiersschepen. 
In 2010 werd het museum een stichting en stelde Van Lierde zijn privé-collectie ter beschikking aan de stichting. Ook latere aankopen die hij deed van het Rotterdamse Lloyd-erfgoed voegde hij toe aan de collectie (bruikleenconstructie).
In 2014 kreeg het Koninklijke Rotterdamsche Lloyd-Museum een ‘Culturele ANBI-status’ waarmee het een officieel goed doel was geworden. In dat jaar bracht het museum ook de documentaire uit over de oorlogsramp die het SS Slamat getroffen had in de Tweede Wereldoorlog.
Per 1 januari 2018 werd de naam ‘Museum’ vervangen door ‘Erfgoed Centrum’.
Eind december 2018 heeft oprichter en bestuursvoorzitter van Lierde de taken neergelegd en de stichting aan een nieuw bestuur overgedragen. 
In 2019 heeft het museum samen met de bewoners van het Lloydkwartier in Rotterdam een initiatief ontwikkeld om in de wijk een mobiel museum te creëren om zo het scheepvaartverleden van de wijk te eren.
Na een jaar ontmantelen van taken en projecten is de stichting "Koninklijke Rotterdamsche Lloyd" Erfgoed Centrum per 2 januari 2020 beëindigd (zie uitschrijving Kamer van Koophandel). De oprichter en bestuursvoorzitter, die eind 2018 is afgetreden, heeft dit verlies gecompenseerd door het Lloyd-Atelier op te richten. De website van de voormalige stichting gaat in februari 2020 over naar het Lloyd-Atelier.